# Diagrama de Piper

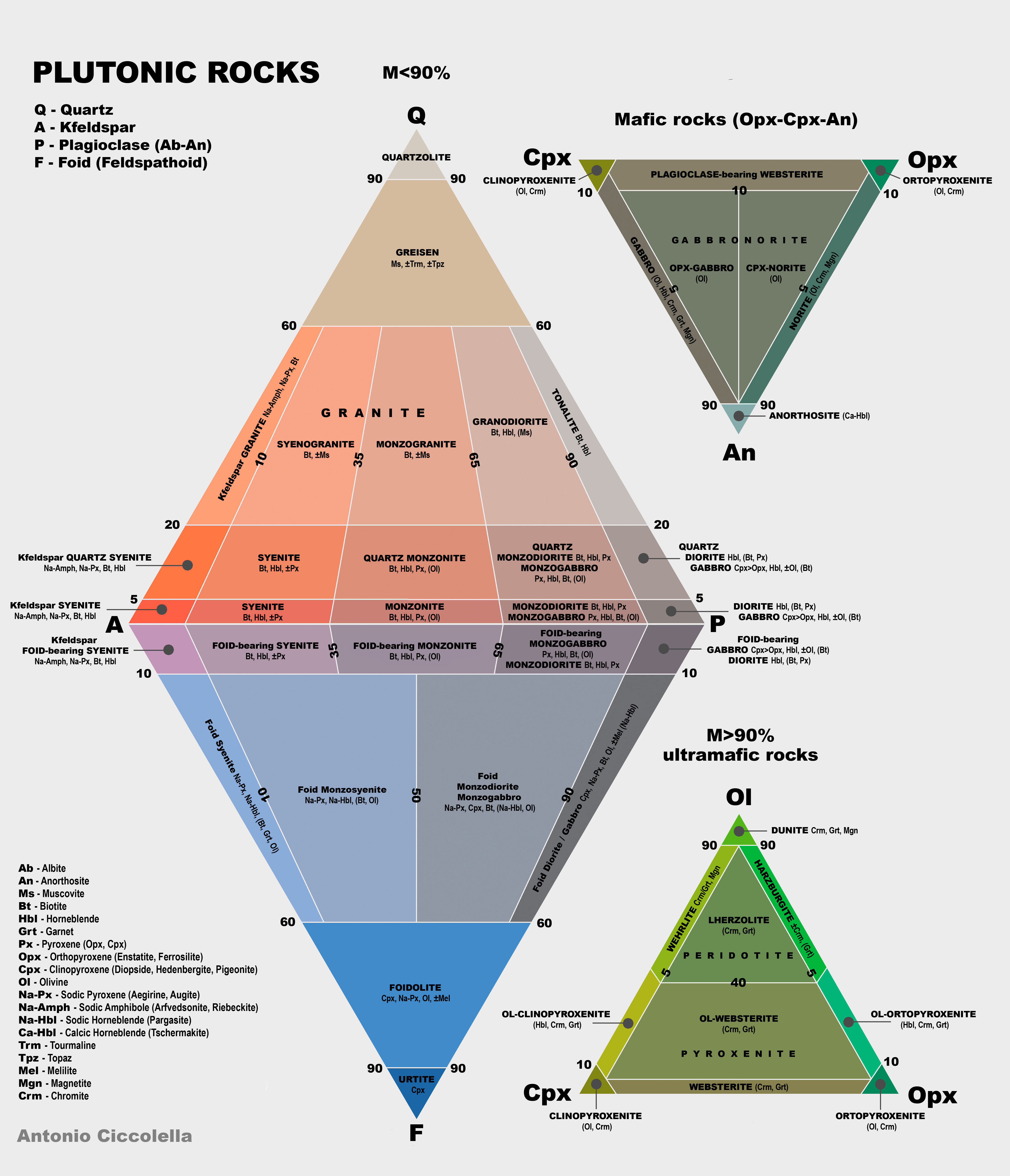
Un diagrama de Piper y dos diagramas ternarios sobre la composición de rocas volcánicas intrusivas

Un diagrama de Piper es un procedimiento gráfico propuesto por Arthur M. Piper en 1944 para presentar datos de la química del agua y así comprender el origen de las sales disueltas.
El procedimiento se basa en la premisa de que los cationes y aniones en el agua se encuentran en cantidades tales que garantizan la electroneutralidad de las sales disueltas; es decir, la suma algebraica de las cargas eléctricas de cationes y aniones es cero.

## Descripción general
Un diagrama de Piper es una representación gráfica de la composición química de una o varias muestras de agua. Los cationes y aniones se muestran mediante diagramas ternarios separados. Los vértices del diagrama de cationes son los cationes calcio, magnesio y sodio, además de potasio. Los vértices del diagrama de aniones son los aniones sulfato, cloruro y carbonato, además de bicarbonato. Ambos diagramas ternarios se proyectan sobre un diamante. El diamante es una matriz de transformación de un gráfico de aniones (sulfato + cloruro/aniones totales) y cationes (sodio + potasio/cationes totales).
El diagrama de Piper es adecuado para comparar la composición iónica de un conjunto de muestras de agua, pero no se presta a comparaciones espaciales. Para aplicaciones geográficas, los diagramas de Stiff y de Maucha son más aplicables, ya que pueden usarse como marcadores en un mapa. La codificación por colores del fondo del diagrama de Piper permite vincular los diagramas de Piper con los mapas.
Las muestras de agua que presentan en el diagrama de Piper se pueden agrupar en facies hidroquímicas.